# Cordillera de Okanagan
 La cordillera de Okanagan o cordillera de Okanogan es una pequeña subcordillera de la cordillera de las Cascadas que se extiende a lo largo de la frontera entre la Columbia Británica y Washington al sur del río Similkameen en el lado interior de la cordillera. La cordillera es el extremo noreste de la cordillera de las Cascadas. 
Según Fred Beckey hay diferencias de opinión sobre los nombres y las ubicaciones de las subcordilleras de las Cascadas del norte, especialmente entre los geógrafos canadienses y los americanos. Sin embargo, los primeros geólogos y topógrafos tenían un acuerdo fundamental sobre la ubicación y los nombres de laos subcordilleras. Se consideraba que la cordillera de Okanagan limitaba con el río Pasayten por el oeste y continuaba por el este hasta la montaña Chopaka. La cordillera de Hozameen estaba separada de la cordillera de Okanagan por el río Pasayten. Esta definición de la cordillera de Okanagan incluía la mayor parte de la actual zona silvestre de Pasayten y se extendía hacia el sur para unirse a la cordillera principal de la cascada en Harts Pass, cerca de la cabecera del río Methow. El núcleo de la Cordillera de Okanagan bajo esta definición marca la división entre los arroyos que fluyen hacia el norte hasta el río Similkameen y los que fluyen hacia el sur hasta el río Methow.
El BCGNIS define el límite norte de la cordillera de Okanagan como el arroyo Young y el bajo río Ashnola.
Peakbagger.com define la cordillera de Okanogan como una región mucho más grande limitada al sur por el río Methow y al este por el río Okanagan y el río Similkameen..

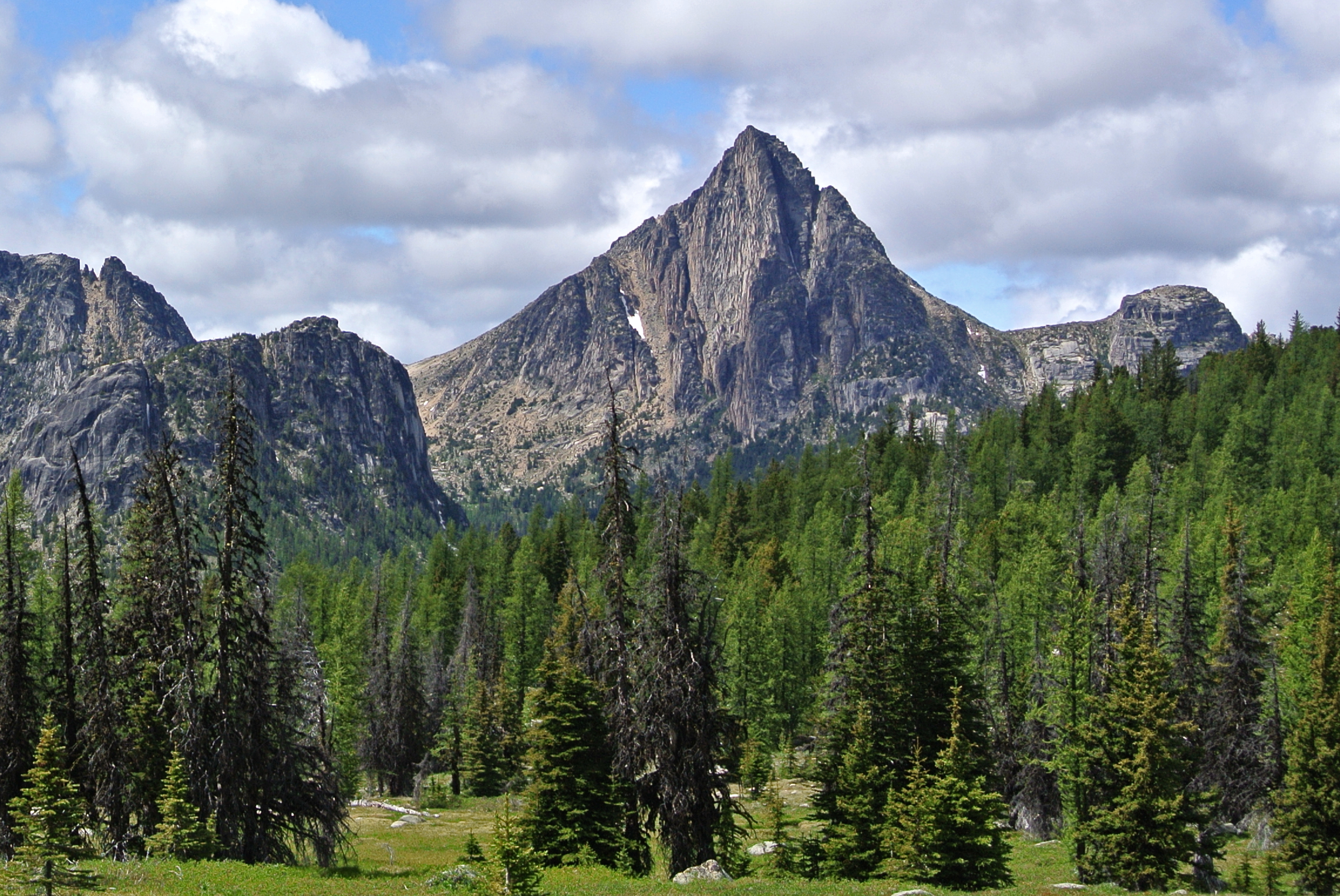
Pico de la Catedral desde el Paso Apex

No hay que confundir la cordillera de Okanagan con el altiplano de Okanagan, que está situado en el lado más alejado del valle de Okanagan y que a veces se clasifica como parte de las montañas Monashee. 
Las ocho montañas más altas de la cordillera son el Monte Lago (2 665 m), la Montaña Robinson (2 659 m), la Montaña Remmel (2 648 m), la Montaña Grimface (2 634 m), el Pico Ptarmigan (2 625 m), el Pico Catedral (2 623 m), el Monte Carru (2 619 m), y el Pico Monumento (2 618 m).